# Zita Swoon
Zita Swoon is een Belgisch kunstcollectief en band uit Antwerpen.

## Geschiedenis
De band heette oorspronkelijk SKC Moondog (naar Stef Kamil Carlens, de bandleider), maar ze veranderden hun naam in A Beatband nog voor ze hun eerste plaat uitbrachten. Dit album heette Jintro travels the Word in a Skirt. Het bevatte vijf liedjes, "5 Songs of Wrath" zoals geschreven staat op de cover. Ze speelden bluesachtige muziek, voornamelijk covers, maar later begon Stef Kamil Carlens zich met de steun van de andere bandleden meer en meer toe te leggen op het op papier zetten van eigen nummers.
Later, toen ze tekenden bij de platenmaatschappij Island Records, veranderde de groep zijn naam in Moondog Jr. en bracht hij een nieuw album uit: Everyday I wear a Greasy Black Feather on my Hat plus een single van dit album (TV Song). Ook brachten ze opnieuw een single van het album uit met vier nummers en schreven ze de filmmuziek van Sunrise.
In 1996 werd de band met extra bezetting aangevuld en veranderde de band vanwege een juridisch conflict met Louis T. Hardins artiestennaam Moondog haar naam in Zita Swoon (Zita = intens, Swoon = verlangen). In 1998 nam de band in New Orleans onder leiding van producer Malcolm Burn het album I Paint Pictures on a Wedding Dress op. Dit album leverde de band onder andere een Edisonnominatie en optredens op Pinkpop en Rock Werchter op. My Bond With You & Your Planet Disco werd een hit. Ondertussen voorzagen enkele bandleden ook het theaterstuk Plage Tattoo / Circumstances van muziek.
In 2001 kwam er weer een echt Zita Swoonalbum: Life = A Sexy Sanctuary. Ondanks matige recensies — het album zou te gewoon klinken — kreeg de band twee hitjes: Hot Hotter Hottest en The Banana Queen.
Na de nodige personeelswissels, verscheen op 15 oktober 2004 op hun eigen label Chikaree een nieuw album: A Song About a Girls. Thomas de Smet en Bjorn Eriksson verlieten de groep: De Smet richtte zich vervolgens op zijn internationale groep Think of One; Eriksson op Maxon Blewitt. Kobe Proesmans, Bart Van Lierde, Joris Caluwaerts en drie zangeressen van Radio Candip (Eva, Kapinga en Leonie) sloten zich bij de groep aan. Op A Song About a Girls stonden voor het eerst enkele liedjes in het Frans, onder meer een duet met Axelle Red.
In november 2005 werd een nieuw concept geboren: Camera concert - A Band in a Box. De groep bracht een live-dvd en -cd uit. Dit moet echter wel met een korreltje zout worden genomen, want bij de opnames was het publiek afwezig. In 2006 ging de band op de gelijknamige tournee.
In 2006 verliet percussionist Kobe Proesmans de groep. Hij werd vervangen door de Cubaan Amel Serra.
In maart 2007 brachten ze hun nieuwe cd Big City uit. Ook deze plaat bevatte enkele Franstalige nummers zoals "Je Range" en "l'Opaque Paradis".
In februari 2008 kondigde gitarist Tom Pintens zijn vertrek bij Zita Swoon aan. De 'Band in a box' Tour 2008 zou zijn laatste zijn. Hij wilde zich voornamelijk gaan richten op zijn eigen soloproject en het produceren en meespelen met andere artiesten.
In juni 2008 namen Zita Swoon en Raymond van het Groenewoud de Wappersong op. Dit protestlied over het project van de Lange Wapperbrug in Antwerpen heeft "Walk and don't look back" van Peter Tosh en Mick Jagger als melodie. De tekst is van Patrick De Witte. Burgemeester Patrick Janssens verwees naar deze songtitel toen de kritiek op de Oosterweelverbinding toenam.

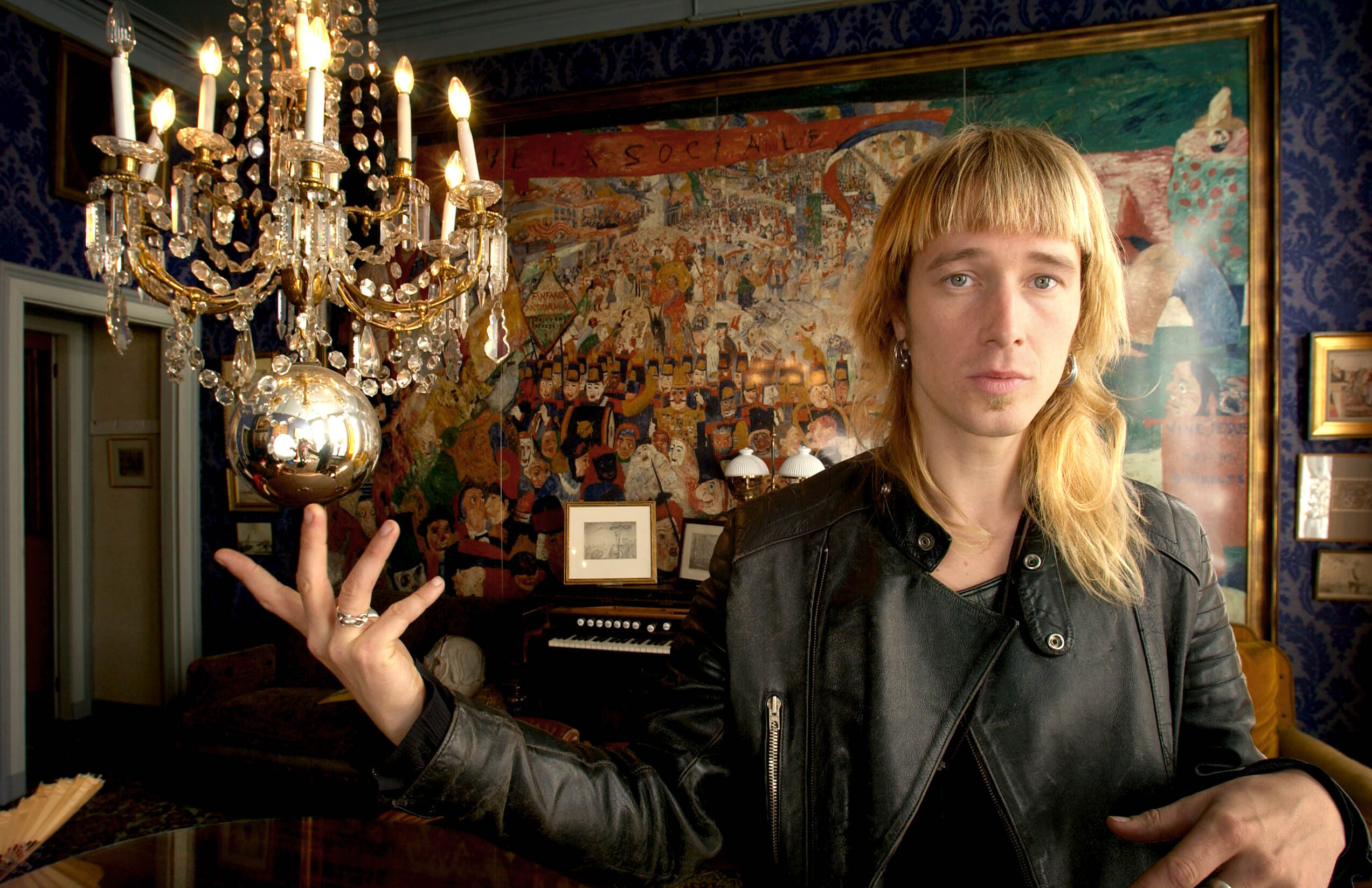
Stef Kamil Carlens in het huis van schilder James Ensor

## Discografie

### Albums
| Album met eventuele hitnotering(en) in de Nederlandse Album Top 100 | Datum van verschijnen | Datum van binnenkomst | Hoogste positie | Aantal weken | Opmerkingen |
| ------------------------------------------------------------------- | --------------------- | --------------------- | --------------- | ------------ | ----------- |
| I Paint Pictures on a Wedding Dress                                 | 1998                  | 13-03-1999            | 94              | 1            |             |
| Life = A sexy sanctuary                                             | 2001                  | 24-03-2001            | 43              | 4            |             |
| A song about a girls                                                | 2004                  | 23-10-2004            | 65              | 3            |             |
| Big city                                                            | 2007                  | 07-04-2007            | 32              | 6            |             |

| Album met hitnotering(en) in de Vlaamse Ultratop 200 albums  | Datum van verschijnen | Datum van binnenkomst | Hoogste positie | Aantal weken | Opmerkingen          |
| ------------------------------------------------------------ | --------------------- | --------------------- | --------------- | ------------ | -------------------- |
| Jintro travels the word in a skirt                           | 1993                  | -                     |                 |              | als A Beatband       |
| Jintro and the great luna                                    | 1995                  | -                     |                 |              | als Moondog Jr.      |
| Tv song                                                      | 1995                  | -                     |                 |              | als Moondog Jr.      |
| Everyday I wear a greasy black feather on my hat             | 20-10-1995            | 04-11-1995            | 17              | 11           | als Moondog Jr.      |
| Couldn't she get drowned?                                    | 1997                  | -                     |                 |              |                      |
| Giving up the hero                                           | 1997                  | -                     |                 |              |                      |
| Music inspired by sunrise, a film by F.W. Murnau             | 07-07-1997            | -                     |                 |              | Soundtrack           |
| I paint pictures on a wedding dress                          | 23-10-1998            | 31-10-1998            | 14              | 27           |                      |
| About the successful emotional recovery of a gal named Maria | 1999                  | -                     |                 |              |                      |
| Disco! Adventures                                            | 1999                  | -                     |                 |              |                      |
| Plage tattoo / Circumstances                                 | 2000                  | -                     |                 |              | Soundtrack           |
| Life = A sexy sanctuary                                      | 16-03-2001            | 24-03-2001            | 2               | 20           |                      |
| Live at the Jet Studio, Brussels                             | 2001                  | 20-10-2001            | 33              | 2            | Livealbum            |
| The bananaqueen remixes                                      | 2001                  | -                     |                 |              |                      |
| A song about a girls                                         | 27-09-2004            | 23-10-2004            | 4               | 42           |                      |
| A band in a box                                              | 2005                  | 26-11-2005            | 31              | 20           | Livealbum            |
| Big city                                                     | 30-03-2007            | 07-04-2007            | 2               | 26           |                      |
| Big blueville                                                | 28-03-2008            | 05-04-2008            | 13              | 11           |                      |
| To play, to dream, to drift - An anthology                   | 2009                  | 28-11-2009            | 36              | 11           | Verzamelalbum        |
| Dancing with the sound hobbyist                              | 15-04-2011            | 30-04-2011            | 74              | 3            | als Zita Swoon Group |
| Wait for me                                                  | 24-02-2012            | 25-02-2012            | 15              | 15           | als Zita Swoon Group |

### Singles
| Single met hitnotering(en) in de Vlaamse Ultratop 50 | Datum van verschijnen | Datum van binnenkomst | Hoogste positie | Aantal weken | Opmerkingen                 |
| ---------------------------------------------------- | --------------------- | --------------------- | --------------- | ------------ | --------------------------- |
| My bond with you and your planet: Disco!             | 1999                  | 07-08-1999            | 20              | 10           | Nr. 20 in de Radio 2 Top 30 |
| Hot hotter hottest                                   | 2001                  | 10-03-2001            | 43              | 1            |                             |
| The bananaqueen                                      | 2001                  | 21-07-2001            | 47              | 4            |                             |
| I feel alive in the city                             | 2007                  | 05-05-2007            | tip10           | -            | Nr. 11 in de Radio 2 Top 30 |
| Sababu                                               | 13-02-2012            | 25-02-2012            | tip47           | -            | als Zita Swoon Group        |